# Józef Rodakowski
Józef Ritter von Rodakowski (ur. 5 stycznia 1830 we Lwowie, zm. 9 czerwca 1912 w Meranie) – generał austro-węgierski.

## Rodzina
Najmłodszy czwarty syn lwowskiego adwokata Pawła Rodakowskiego oraz Marii z Singerów. Był bratem malarza Henryka, prawnika Zygmunta, oraz generała Maksymiliana. Dwukrotnie żonaty. Z  małżeństwa z Otylią z Wranglów miał sześcioro dzieci: Małgorzatę, Wandę, Agnes, Marię, Pawła i Ernesta, z drugiego małżeństwa z Clemence Karaczay dwoje dzieci: Almę i Andrzeja.

## Życiorys
Uczył się w latach 1841-1846 Akademii Inżynieryjnej w Wiedniu. Do wojska austriackiego wstąpił 16 listopada 1846, został kadetem w koszyckim 34 pułku piechoty stacjonującym wówczas we Lwowie. W 1848, gdy regiment ten przeszedł na stronę powstania węgierskiego, Rodakowskiego  przeniesiono  do 28 pułku piechoty, który walczył we Włoszech. Wyróżnił się wówczas w walkach z Garibaldim i awansował na porucznika. Przydzielony do Sztabu Generalnego Kwatermistrza odznaczył się w czasie bitwy pod Novarą. W kwietniu 1849 przeniesiony został do sztabu Korpusu Obserwacyjnego w Północnym Tyrolu. W 1852 powrócił do służby liniowej w 62 pułku piechoty, w 1854 otrzymał stopień kapitana. Przydzielony został wówczas okresowo do prac w sztabie Dowództwa Wojskowego w Linzu. Z początkiem 1859 zaliczony był na stałe do Sztabu Generalnego Kwatermistrza. Podczas działań wojennych we Włoszech był oficerem sztabowym w Kwaterze Głównej 1 Armii, uczestniczył w bitwie pod Solferino. Po zakończeniu wojny pracował krótko w Dowództwie Generalnym w Wiedniu. W 1863 awansował na majora i od tej chwili kierował austriackim wywiadem wojskowym we Włoszech. W czasie wojny 1866 był szefem sztabu 2 Dywizji Kawalerii. Za udział w bitwie pod Sadową zyskał sobie pochlebne opinie i awans na podpułkownika. Po zakończeniu działań wojennych powrócił do służby liniowej, początkowo w lwowskim 30 pułku piechoty a następnie w stacjonującym na Węgrzech 7 płku ułanów. W marcu 1869 mianowany został dowódcą 11 pułku dragonów, wkrótce potem otrzymał stopień pułkownika. Jednostką tą dowodził do kwietnia 1875, kiedy to został dowódcą 18 Brygady Kawalerii w Peczu, w listopadzie 1876 awansował na generała majora. W  kwietniu 1881 objął dowództwo w 35 Dywizji Piechoty w Hermannstadt, wówczas też otrzymał stopień marszałka polnego porucznika (niem. Feldmarschalleutnant). W marcu 1886 przeniesiony został do dowództwa 2 Korpusu w Wiedniu. 12 kwietnia 1889 otrzymał godność tajnego radcy, oraz komandorię Orderu Leopolda a z dniem 1 sierpnia 1889 przeszedł w stan spoczynku w stopniu generała kawalerii i zamieszkał w Meranie w Tyrolu. Pisał też (po niemiecku) kronikę rodzinną.

## Odznaczenia
Odznacznia von Rodakowskiego to między innymi:
- Komandor Orderu Leopolda
- Krzyż Zasługi Wojskowej z dekoracją wojenną
- Medal Wojenny
- Odznaka za Służbę Wojskową II kl.
- Medal Jubileuszowy Pamiątkowy dla Sił Zbrojnych i Żandarmerii
- Krzyż Jubileuszowy Wojskowy
- Kawaler Orderu Gwelfów (Hanower)
- Wielki Oficer Orderu Takowy (Serbia)